# Derrek Dickey
Derrek Dickey (Cincinnati, 20 marzo 1951 – Sacramento, 25 giugno 2002) è stato un cestista statunitense, professionista nella NBA.

## Carriera
Venne selezionato dai Golden State Warriors al secondo giro del Draft NBA 1973 (29ª scelta assoluta).

## Palmarès
- Campionato NBA: 1

Golden State Warriors: 1975